# 月舟寿桂
月舟寿桂（げっしゅうじゅけい、文明2年（1470年）－天文2年12月8日（1533年12月23日））は、室町時代後期・戦国時代前期の臨済宗の僧侶。諱は寿桂、字は月舟、号は幻雲・中孚道人。近江国出身。

## 経歴
同国磯野の楞厳寺にいた幻住派の正中祥瑞の門人となり、その法脈を継承した。朝倉氏に招かれて善応寺・弘祥寺に住み、明応年間には戦乱を避けて丹波国願勝寺に移った。この間京都に出て五山の禅僧と交流して文名を高めた。
永正7年3月5日（1510年4月13日）、建仁寺住持（264世）に任ぜられて京都に移り、続いて南禅寺住持に任ぜられた。晩年は建仁寺に住み、その中に一華軒を建てて文学に親しみ、晩年を過ごした。
著作に『幻雲文集』・『幻雲詩集』・『幻雲疎稿』・『月舟和尚語録』・『師子吼集』・『続錦繍段』など。